# Asesinato de Brianna Denison
Brianna Zunino Denison (29 de marzo de 1988 - Reno, Nevada; 20 de enero de 2008) fue una estudiante universitaria estadounidense que fue secuestrada el 20 de enero de 2008 en la casa de una amiga en el estado de Nevada. Su cuerpo fue descubierto tres semanas más tarde, el 15 de febrero de 2008, en un campo cerca de un parque empresarial de Reno después de haber sido violada y asesinada. Un hombre llamado James Biela fue declarado culpable de su asesinato.

## Trasfondo de los hechos
Nacida en 1988, Brianna Denison asistió al Reno High School de la ciudad de Reno, en el estado de Nevada, graduándose en junio de 2006. Denison estaba en su casa de Reno durante las vacaciones de invierno de Santa Barbara City College (California), donde estudiaba Psicología. Ella y sus amigos habían asistido a eventos vinculados a Summer Winter Action Tours LLC (una agencia de viajes que atiende a estudiantes), el fin de semana de Martin Luther King Jr. en Reno. Según los informes, Denison había asistido a este evento en el pasado. Fue vista con vida por última vez el 20 de enero de 2008 alrededor de las 4:00 de la madrugada, en la casa de su amiga, cerca del campus de la Universidad de Nevada. Esta residencia se encontraba en MacKay Court (Reno), donde se hospedaba después de asistir a una fiesta en el Sands Regency, en North Arlington Avenue. Su amiga K.T. Hunter se despertó alrededor de las 9:00 de la mañana y no pudo encontrar a Denison. Se encontró una pequeña mancha de sangre en la almohada con la que Denison dormía esa noche, lo que llevó a su amiga a alertar a sus padres y luego a las autoridades locales. Denison había salido de la casa sin sus zapatos, teléfono móvil o bolso. Las autoridades creían que solo vestía la ropa con la que se acostó, sudadera y una camiseta sin mangas blanca. Más tarde se la descubrió solo vestida con sus calcetines de color naranja brillante.
En los días siguientes, el Departamento de Policía de Reno llevó a cabo una investigación forense de la residencia donde se hospedaba Denison cuando fue secuestrada y encontró ADN de contacto perteneciente a un hombre no identificado en el pomo de la puerta. También descubrieron que la sangre en la almohada era de Denison. Los investigadores comenzaron a centrarse en un escenario de secuestro.

### Búsqueda
El 21 de enero de 2008, los detectives comenzaron a barrer la zona de la Universidad de Nevada en Reno en busca de Denison. El FBI se unió a los esfuerzos de la policía local en la investigación. Posteriormente, los investigadores se enteraron de que el ADN masculino encontrado en el sofá donde Denison dormía la noche en que desapareció estaba relacionado con al menos dos ataques previos por motivos sexuales en la misma área, uno el 13 de noviembre de 2007 y el segundo un mes más tarde, el 16 de diciembre.
El 29 de enero de 2008, una mujer de Reno afirmó que conocía a otra víctima que dijo que fue violada a punta de pistola en un garaje del campus universitario en octubre de 2007, pero que no había denunciado el crimen. La policía comenzó a entrevistar a casi 100 delincuentes sexuales registrados que vivían a poca distancia de la casa de MacKay Court.
Alrededor de 1.700 voluntarios ayudaron con la búsqueda de un área de 260 km² durante el tiempo que Denison estuvo desaparecida, incluida la entonces primera dama de Nevada, Dawn Gibbons (esposa del entonces gobernador Jim Gibbons).
El 15 de febrero de 2008, Albert Jimenez, ciudadano de Reno, regresaba de su almuerzo en un restaurante Subway. Mientras caminaba por la carretera, notó que una tela de color naranja brillante sobresalía entre un montón de ramas de árboles desechadas que estaban en una zanja. Cuando se acercó más, descubrió que los calcetines de color naranja neón estaban cubriendo unos pies. Lo que al principio pensó que era un maniquí resultó ser una mujer fallecida. Jimenez se había enterado del secuestro de Brianna Denison, pero no creía que la víctima se pareciera a fotografías que había visto en vallas publicitarias. No tenía un teléfono móvil con él, por lo que rápidamente regresó a su lugar de trabajo, EE Technologies, para llamar a la policía de Reno. Cuando la policía llegó al lote de South Reno, le dijeron a Jimenez que la víctima era Denison. El 16 de febrero de 2008, el informe de la autopsia confirmó que el cuerpo encontrado en un campo cerca de un parque empresarial de Reno era Brianna Denison.

## Investigación y primeras sospechas
El 29 de enero de 2008, la policía de Reno dio a conocer una descripción del autor desconocido. La persona en cuestión también fue vinculada a al menos dos intentos de agresión sexual en noviembre y diciembre de 2007, y una mujer afirmó haber sido violada en un estacionamiento en octubre. Las víctimas anteriores también dieron suficiente información detallada para que la policía hiciera un boceto del sospechoso. Se encontró un artículo de ropa interior cerca del cuerpo de Denison junto con el ADN del perpetrador y el ADN de una mujer desconocida. La policía dijo que la prenda de vestir no pertenecía a Denison y que podría haberla dejado cerca de su cuerpo para burlarse de los investigadores. La policía pidió que cualquier persona que reconociera la prenda como suya se presentara, ya que podría conocer la identidad del perpetrador.

### Arresto
El martes 25 de noviembre de 2008, James Michael Biela, de 27 años, de Sparks (Nevada), fue arrestado y registrado en la cárcel del condado de Washoe por cargos de asesinato, secuestro en primer grado y agresión sexual. El arresto ocurrió mientras dejaba a su hijo en el Centro Infantil Stepping Stones en Reno. Se recogió una muestra de ADN de Biela. Anteriormente había sido arrestado en 2001 por amenazar con un cuchillo al vecino de su exnovia.
En una conferencia de prensa realizada por el Departamento de Policía de Reno el miércoles 26 de noviembre de 2008, se confirmó que el ADN recolectado de Biela coincidía con el encontrado en la escena del crimen, vinculándolo positivamente tanto con el asesinato de Brianna Denison como con un anterior acto de violencia sexual.
En esta misma conferencia de prensa, también se informó que Biela había sido entregado por una amiga de su novia a través de Secret Witness el 1 de noviembre de 2008. La novia de Biela le había confiado a esta amiga que había encontrado ropa interior desconocida para ella en la camioneta como regresaban del estado de Washington, donde Biela había conseguido un trabajo en marzo. Comenzaron a circular informes generalizados de los medios de comunicación que incluían un boceto policial de un sospechoso y una descripción de un vehículo utilizado en otra violación el mes anterior al secuestro de Brianna. Según el jefe del Departamento de Policía de Reno, Michael Poehlman, los detectives interrogaron a Biela después de que llegara la información del testigo secreto. Negó su participación y se negó a proporcionar una muestra de ADN. La novia de Biela también fue interrogada y le dio permiso a la policía para obtener ADN de su hijo de cuatro años, a quien Biela había engendrado. La prueba indicó que un pariente directo suyo había dejado ADN en la casa donde fue secuestrada Brianna Denison y en la otra violación que había tenido lugar el mes anterior. Con esta evidencia, la policía de Reno obtuvo una orden de arresto y otra para el ADN de Biela. El jefe Poehlman anunció en la conferencia de prensa que el laboratorio de criminalística del Departamento del Sheriff del condado de Washoe había probado el ADN de Biela y encontró que coincidía con el del caso Denison, así como el de otra violación.
También se anunció que Biela, de camino a Washington, había vendido en Idaho su camioneta, que coincidía con la descripción del vehículo utilizado en la agresión sexual anterior. En la conferencia de prensa, los funcionarios dijeron que el vehículo estaba siendo devuelto a Reno para ser registrado y utilizado como evidencia en el caso en su contra.

### Juicio y sentencia
El jueves 27 de mayo de 2010, Biela fue declarado culpable del asesinato de Brianna Denison. El jurado emitió un veredicto de culpabilidad por todos los cargos contra Biela que incluyeron secuestro, agresión sexual y asesinato después de deliberar durante aproximadamente nueve horas. Los abogados defensores argumentaron en contra de la pena de muerte, afirmando que sufrió una infancia abusiva debido a un padre alcohólico, que había sido un miembro productivo de la sociedad antes de sus delitos y que era un preso modelo. Los miembros del jurado no aceptaron estos factores atenuantes y dictaron la pena de muerte. El 30 de julio de 2010, el juez Robert Perry sentenció a Biela a cuatro cadenas perpetuas adicionales por múltiples cargos de violación y secuestro asociados con ataques a dos víctimas antes del secuestro y asesinato de Denison. Biela apeló a la Corte Suprema de Nevada para revertir la denegación de su recurso de habeas corpus de 2012 por parte del segundo tribunal de distrito judicial del condado de Washoe. Su apelación fue denegada el 12 de junio de 2019, por lo que la Corte Suprema de Nevada "consideró los argumentos de Biela y concluyendo que no justifican una reparación, ORDENAMOS la sentencia del tribunal de distrito AFIRMADA".

## Hechos posteriores
La venta de pistolas, pistolas paralizantes y gas pimienta aumentó drásticamente en el área universitaria de Reno después de que se encontrara el cuerpo de Denison. La madre de Denison fundó la Fundación Bring Bri Justice para intentar implementar cambios en la justicia y ayuda policial tras los hechos. El 23 de febrero de 2008, cientos de personas asistieron a una vigilia celebrada en Reno por Denison.